# Partido de los Pueblos Unidos de Sarawak
El Partido de los Pueblos Unidos de Sarawak (en malayo: Parti Rakyat Bersatu Sarawak; en chino: 砂拉越 人民 Ma联合; en iban: Gerempong Sa'ati Rayat Sarawak) es un partido político multirracial de Malasia con sede en el estado de Sarawak. Es un componente clave del Barisan Nasional (Frente Nacional), coalición gobernante de Malasia.
En la actualidad, el presidente de SUPP es el Dr. Sim Kui Hian. Sucedió al cargo de su predecesor, Peter Chin Fah Kui en 2014.
Fundado en 1959, el SUPP fue el primer partido político establecido en Sarawak. Ganó las elecciones estatales de 1969 por un estrecho margen. Tiene sus raíces en las ideologías de izquierda, el nacionalismo y la defensa de la causa de la clase trabajadora. Sin embargo, desde 2008, aunque logró escapar al declive sufrido por los demás partidos del Barisan Nasional, ha empezado a experimentar reveses electorales.

## Resultados electorales
|  | 2.97 % |

|  | 3.03 % |

|  | 1.85 % |

|  | 1.97 % |

|  | 1.96 % |

|  | 1.84 % |

|  | 1.95 % |

|  | 2.00 % |

|  | 1.46 % |

|  | 1.50 % |

|  | 1.21 % |

|  | 1.01 % |